# 蕭坦之
蕭 坦之（しょう たんし、生年不詳 - 499年）は、南朝斉の皇族。臨汝侯。字は君平。本貫は南蘭陵郡蘭陵県。

## 経歴
武進県令の蕭欣祖（蕭道済の子）の子として生まれた。はじめ殿中将軍となった。昇明3年（479年）、蕭賾が中軍大将軍となると、坦之はその下で刑獄参軍となった。建元4年（482年）、竟陵王蕭子良の下で鎮北参軍となった。永明元年（483年）、蕭子良に従って征北参軍に転じた。東宮直閤をつとめ、まじめな勤務ぶりを武帝（蕭賾）に評価された。給事中・淮陵県令に任じられ、蘭陵県令に転じた。尚書起部郎や司徒中兵参軍をつとめた。永明11年（493年）、武帝が崩御すると、射声校尉となったが、着任しないうちに正員郎・南魯郡太守に転じた。
坦之は蕭昭業の信任を受けて、内朝に入って皇后と面会することができた。蕭昭業は宮中や後堂に芸人や役者を出入りさせたが、坦之がいつも蕭昭業のそばにあって護衛した。あるとき蕭昭業が酔って裸体をさらしたが、坦之が支えて諫めた。蕭昭業の資質を見限ると、ひそかに西昌侯蕭鸞と連絡した。晋安王征北諮議に任じられた。隆昌元年（494年）、父の勲功により、臨汝県男に封じられた。征南諮議に転じた。
西昌侯蕭鸞が蕭昭業の廃位を計画して、蕭諶や坦之らと謀議した。蕭昭業の腹心の曹道剛らが異変を疑って探りを入れており、蕭諶は計画を発動させることができなかった。始興郡内史の蕭季敞と南陽郡太守の蕭穎基がそろって都尉として建康に召還されると、蕭諶はふたりがやってくるのを待って、その力を借りて廃位を行おうとした。蕭鸞が坦之に相談すると、坦之は曹道剛らに時を与えては危険だと主張した。そこで翌日（7月22日）に蕭鸞は挙兵し、坦之は蕭諶とともに曹道剛・朱隆之を襲って殺害し、雲龍門から宮中に入って蕭昭業の廃位を断行した。同年（延興元年）、蕭昭文が即位すると、坦之は黄門郎・衛尉卿となり、その爵位は伯に進んだ。同年（建武元年）、明帝（蕭鸞）が即位すると、坦之は散騎常侍・右衛将軍の位を受け、その爵位は侯に進んだ。
建武2年（495年）、北魏の侵攻を受けると、坦之は仮節・都督徐州征討諸軍事となって防戦の指揮にあたった。北魏軍が鍾離を包囲すると、坦之は淮水の中洲を占拠して北魏軍の退路を断ち、これを撃破した。凱旋すると太子中庶子の位を加えられ、着任しないうちに領軍将軍の号を受けた。永泰元年（498年）、蕭宝巻が即位すると、侍中・領軍将軍となった。永元元年（499年）、母が死去したが、すぐさま再起を命じられ、右将軍の号を受けた。江祏兄弟らが始安王蕭遙光を立てようと、坦之に協力を求めてきた。坦之は協力を拒否したが、陰謀を告発することはしなかった。喪中を理由に自宅に帰った。坦之の自宅は東府城の東にあって、揚州刺史であった蕭遙光の本拠に近く、蕭遙光が夜間に起兵すると、坦之は褌ひとつで逃走し、東冶から南に渡って、間道を進んで建康に入った。仮節を受けて蕭遙光の乱の鎮圧にあたり、湘宮寺に駐屯した。反乱が平定されると、坦之は尚書右僕射・丹陽尹となった。その爵位は公に進んだ。
坦之は色黒で肥満しており、声も嗄れていたため、当時の人に「蕭瘂」と呼ばれた。強権を振るうことも多く、かれを憎む者も多かった。蕭遙光の乱が平定されて20日あまり、蕭宝巻が黄文済に兵を与えて坦之の自宅を包囲させると、坦之は殺害された。子の蕭賞は、秘書郎であったが、やはり殺害された。中興元年（501年）、坦之に中軍将軍・開府儀同三司の位が追贈された。

## 伝記資料
- 『南斉書』巻42 列伝第23
- 『南史』巻41 列伝第31